# Ardašir I.
Ardašir I. (također Artakserkso; perzijski: اردشیر Ardašīr [ærdæˈʃiːr]) utemeljitelj Novoperzijskog (Sasanidskog) Carstva (224. – 651.) i prvi Veliki kralj iz dinastije Sasanida (224. – 240.)

## Ardašir kao vladar
Ardašir je u početku kao i njegov otac bio vazal partskog kralja te je vladao područjem Persisa. Nije točno poznato kad je zavladao tim područjem (u izvorima i istraživanjima spominje se razdoblje u rasponu od 208. do 222. Ubrzo nakon krunidbe u Istahru osvojio je provinciju Kerman i propojio ju svome području. Ta ekspanzija izazvala je partskoga kralja Artabana IV. da zarati protiv Ardašira, ali ga je ovaj porazio. Čini se da se još i Ardaširov otac bunio protiv Parta želeći se osloboditi njihove dominacije. Do odlučujuće bitke došlo je godine 224. kod Hormizdagana u kojoj je Artaban poginuo. Time još nije bilo srušeno Partsko kraljevstvo jer su Arsakidi još držali Mezopotamiju i Azerbajdžan, dok su se u Armeniji kao lokalni vladari održali sve do 5. stoljeća. Ardašir je zatim krenuo u osvajanja na istoku i došao vjerojatno sve do regije Horasan. Nepoznato je koja je sve područja na istoku osvojio niti je sigurno da li je država Kušan već za njegove vladavine postala vazalom Perzije.
225./26. Ardašir se okrenuo prema zapadu protiv partskoga kralja Vologaza VI., koji je stolovao u gradu Ktezifontu na rijeci Tigris. Ardašir je 226. osvojio grad te je time dotada partska Mezopotamija pala pod vlast sasanidske Perzije. Ardašir je u tom vojnom pohodu došao sve do današnjeg Bahreina, a možda čak i do Omana. Tamošnje plemstvo priznalo je njegovu vlast.
Ardašir je za svoju prijestolnicu odabrao grad Ktesifon te podupirao zoroastrizam koji iapk nije bio službena religija. Ardašir je do godine 230. učvrstio sasanidsku vlast u osvojenim područjima, iako vojni pohodi protiv Armenije i Kraljevstva Hatre nisu uspjeli. Ardašir je iste godine zaratio protiv Rima s ciljem da osvoji sjevernu Mezopotamiju koju je 30 godina ranije anektirao car Septimije Sever. Herodijan (6,2) i Kasije Dion (80,4,1) izvještavaju da je Ardašir pritom nastupio kao nasljednik Ahemenida i zahtijevao sva područja kojima su oni nekada vladali. No to je danas sporno jer malo je vjerojatno da je Ardašir išta znao o vremenu Ahamenida. Ardašir je u svakom slučaju htio osvojiti nova područja te je uzeo naslov „kralj kraljeva“  (doduše samo  Erana odnosno [Iran]a).
Rat protiv Rima ispočetka je bio uspješan tako da je perzijska vojska prodrla sve do Sirije. Ali godine 232. car Aleksandar Sever krenuo je u protunapad pri čemu su obje strane pretrpjele velike gubitke. Borbe su završile bez sklapanja mira. Ali nakon ubojstva Aleksandra Severa godine 235. Ardašir je iskoristivši to iznova zaratio i do 240. osvojio još neka područja.
U to je doba Ardaširovim suvladarom postao njegov sin Šapur koji ga je pratio na vojnim pohodima i koji ga je nakon njegove smrti 239. ili 240. bez poteškoća naslijedio.
Ardašir I. bio je osnivač višestoljetnoga Carstva Sasanida čiju je moć dalje izgradio njegov sin Šapur zbog čega se obojica smatraju jednima od najznačajnijih sasanidskih vladara.

## Vanjske poveznice
- Prosopografija Sasanidskog carstva u 3. stoljeću poslije Krista  Arhivirana inačica izvorne stranice od 14. rujna 2006. (Wayback Machine)
- Sasanidiski reljefi na stijenama  Arhivirana inačica izvorne stranice od 10. studenoga 2016. (Wayback Machine)
- Ancient History Source Book  Arhivirana inačica izvorne stranice od 4. rujna 2006. (Wayback Machine) (engleski)

| Prethodnik:               | Veliki kralj Perzije (224. - 240.) | Nasljednik:            |
| Artaban IV. (kralj Parta) | Veliki kralj Perzije (224. - 240.) | Šapur I. (240. - 272.) |